# Anthony Washington
Anthony Washington (* 16. ledna 1966, Glasgow) je bývalý americký atletický reprezentant, který získal zlatou medaili v hodu diskem na Mistrovství světa v atletice 1999 v Seville.

## Život
Anthony Washington měří 186 cm a v době sportovní kariéry vážil 106 kg. Studoval na Syracuse University a po ukončení studia pracoval jako grafik. S atletikou začínal jako sprinter a trojskokan. Jednou viděl v tělocvičně lidi házet gumovými disky a vypadalo to legračně. Začal tedy házet diskem a zkoušel i hod kladivem, kde ovšem nedosáhl žádný významnější úspěch. V hodu diskem se mu dařilo mnohem lépe.
V průběhu kariéry chtěl dvakrát zanechat vrcholového sportu kvůli finanční náročnosti a ztrátě času. Poprvé to bylo v roce 1994, podruhé v roce 1999, ale nakonec v tomto roce získal titul mistra světa. Je ženatý a má dva syny Colemana a Turnera.

## Sportovní úspěchy
Anthony Washington roku vyhrál v roce 1991 hod diskem na Panamerických hrách a ve stejné disciplíně získal také titul mistra Spojených států amerických. V následujícím roce reprezentoval USA na Letních olympijských hrách v Barceloně, kde se probojoval do finále, ale skončil až na dvanáctém místě. V roce 1993 opět získal titul mistra Spojených států amerických v hodu diskem. Na Mistrovství světa v atletice 1993 se zase dostal do finále, ale obsadil až desáté místo.
Dne 22. května 1996 si Anthony Washington v Salinas vytvořil svůj osobní rekord velmi dobrým výkonem 71,14 m, což znamenalo první místo v tabulkách.
| Pozice | Atlet               | Výkon   | Datum       | Místo   |
| ------ | ------------------- | ------- | ----------- | ------- |
| 1.     | Anthony Washington  | 71,14 m | 22.05. 1996 | Salinas |
| 2.     | Lars Riedel         | 71,06 m | 14.08. 1996 | Zürich  |
| 3.     | Vladimir Dubrovščik | 67,90 m | 13.07. 1996 | Stayki  |
| 4.     | Virgilijus Alekna   | 67,82 m | 24.05. 1985 | Rhede   |
| 5.     | Michael Möllenbeck  | 67,44 m | 25.05. 1996 | Jena    |

Roku 1996 se stal už potřetí mistrem Spojených států amerických v hodu diskem. Na Letních olympijských hrách 1996 v Atlantě sice Anthony Washington výkonem 65,42 m po prvních pokusech vedl, ale v průběhu soutěže už se dále nezlepšil. Nakonec vyhrál pátým pokusem 69,40 m německý diskař Lars Riedel. Zlepšili se také ruští diskaři Vladimir Dubrovščik a Vasilij Kaptjuch, takže Anthony Washington skončil nakonec čtvrtý, ale za ním zůstali Virgilijus Alekna a Jürgen Schult.
V roce 1999 Anthony Washington počtvrté získal titul mistra Spojených států amerických. Jeho největším mezinárodním úspěchem byl titul mistra světa z Mistrovství světa v atletice 1999 v Seville, kde posledním pokusem hodil 69,08 m. Do té doby vedl Jürgen Schult, druhý byl Lars Riedel a třetí Virgilijus Alekna. V roce 1999 podruhé vyhrál Panamerické hry. Letní olympijské hry 2000 mu přinesly jen dvanácté místo ve finále. Po roce 2000 se už jeho výkony v hodu diskem nepohybovaly na úrovni světové špičky.

## Výkonnostní vývoj
Nejlepší výkony v hodu diskem dosahoval Anthony Washington v letech 1992–2000, s výjimkou let 1994 a 1997. Roku 1996 byl výkonem 71,14 cm dokonce na prvním místě ve světových tabulkách nejlepších výkonů v hodu diskem.
| Rok   | 2000    | 1999    | 1998    | 1997    | 1996    | 1995    | 1994    | 1993    | 1992    | 1991    | 1990    | 1989    | 1988    |
| Výkon | 66,93 m | 69,08 m | 69,79 m | 63,12 m | 71,14 m | 66,70 m | 64,18 m | 66,86 m | 67,88 m | 65,04 m | 61,34 m | 64,18 m | 61,86 m |

## Osobní rekordy
Anthony Washington má osobní rekord v hodu diskem 71,14 m z roku 1996 a osobní rekord v hodu kladivem 59,58 m z roku 1989.